# Classe ATC C10
La classe ATC C10, dénommée « Agents réduisant les lipides sériques », est un sous-groupe thérapeutique de la classification anatomique, thérapeutique et chimique, développée par l'OMS pour classer les médicaments et autres produits médicaux. La classe ATC vétérinaire correspondante dans la classification ATCvet est QC10. Le sous-groupe présenté ici est celui établi par l'OMS, et peut donc différer des versions dérivées utilisées dans certains pays. Il fait partie du groupe anatomique C de la classification, intitulé « Système cardio-vasculaire ».

## C10A Agents réduisant les lipides sériques, non associés

### C10AA Inhibiteurs de l'HMG-CoA réductase (statines)
C10AA01 Simvastatine
C10AA02 Lovastatine
C10AA03 Pravastatine
C10AA04 Fluvastatine
C10AA05 Atorvastatine
C10AA06 Cérivastatine
C10AA07 Rosuvastatine
C10AA08 Pitavastatine

### C10AB Fibrates
C10AB01 Clofibrate
C10AB02 Bézafibrate
C10AB03 Clofibrate aluminium (en)
C10AB04 Gemfibrozil
C10AB05 Fénofibrate
C10AB06 Simfibrate (en)
C10AB07 Ronifibrate (en)
C10AB08 Ciprofibrate
C10AB09 Étofibrate (en)
C10AB10 Clofibride (en)
C10AB11 Choline fénofibrate

### C10AC Séquestrants d'acides biliaires
C10AC01 Colestyramine
C10AC02 Colestipol (en)
C10AC03 Colextran (en)
C10AC04 Colésévélam (en)

### C10AD Acide nicotiniques et dérivés
C10AD01 Nicéritrol (en)
C10AD02 Nicotinique acide
C10AD03 Nicofuranose (en)
C10AD04 Aluminium nicotinate (en)
C10AD05 Nicotinyl alcool (pyridylcarbinol) (en)
C10AD06 Acipimox (en)
C10AD52 Acide nicotinique en association

### C10AX Autres agents réduisant les lipides sériques
C10AX01 Dextrothyroxine (en)
C10AX02 Probucol (en)
C10AX03 Tiadénol (en)
C10AX05 Méglutol
C10AX06 Triglycérides oméga 3 incluant autres esters et acides
C10AX07 Magnésium pyridoxal 5-phosphate glutamate (en)
C10AX08 Policosanol (en)
C10AX09 Ézétimibe
C10AX10 Alipogène tiparvovec (en)
C10AX11 Mipomersen
C10AX12 Lomitapide
C10AX13 Évolocumab
C10AX14 Alirocumab

## C10B Agents réduisant les lipides sériques, en association

### C10BA Inhibiteurs de l'HMG-CoA réductase en association avec d'autres modificateurs des lipides
C10BA01 Lovastatine et acide nicotinique (en)
C10BA02 Simvastatine et ézétimibe (en)
C10BA03 Pravastatine et fénofibrate
C10BA04 Simvastatine et fénofibrate
C10BA05 Atorvastatine et ézétimibe (en)
C10BA06 Rosuvastatine et ézétimibe

### C10BX Inhibiteurs de l'HMG-CoA réductase, autres associations
C10BX01 Simvastatine et acide acétylsalicylique
C10BX02 Pravastatine et acide acétylsalicylique
C10BX03 Atorvastatine et amlodipine (en)
C10BX04 Simvastatine, acide acétylsalicylique et ramipril
C10BX05 Rosuvastatine et acide acétylsalicylique
C10BX06 Atorvastatine, acide acétylsalicylique et ramipril
C10BX07 Rosuvastatine, amlodipine et lisinopril
C10BX08 Atorvastatine, et acide acétylsalicylique
C10BX09 Rosuvastatine et amlodipine
C10BX10 Rosuvastatine et valsartan
C10BX11 Atorvastatine, amlodipine et périndopril
C10BX12 Atorvastatine, acide acétylsalicylique et périndopril
C10BX13 Rosuvastatine, périndopril et indapamide
C10BX14 Rosuvastatine, amlodipine et périndopril
C10BX15 Atorvastatine et périndopril